# Déjà vu (film, 2006)
Pour les articles homonymes, voir Déjà vu (homonymie).
Pour plus de détails, voir Fiche technique et Distribution.
Déjà vu est un film américano-britannique réalisé par Tony Scott, sorti en 2006.
Ce film de science-fiction met en scène Douglas « Doug » Carlin, un agent de l'ATF utilisant une technologie pour remonter le temps afin de trouver le responsable d'un terrible attentat à La Nouvelle-Orléans.

## Synopsis

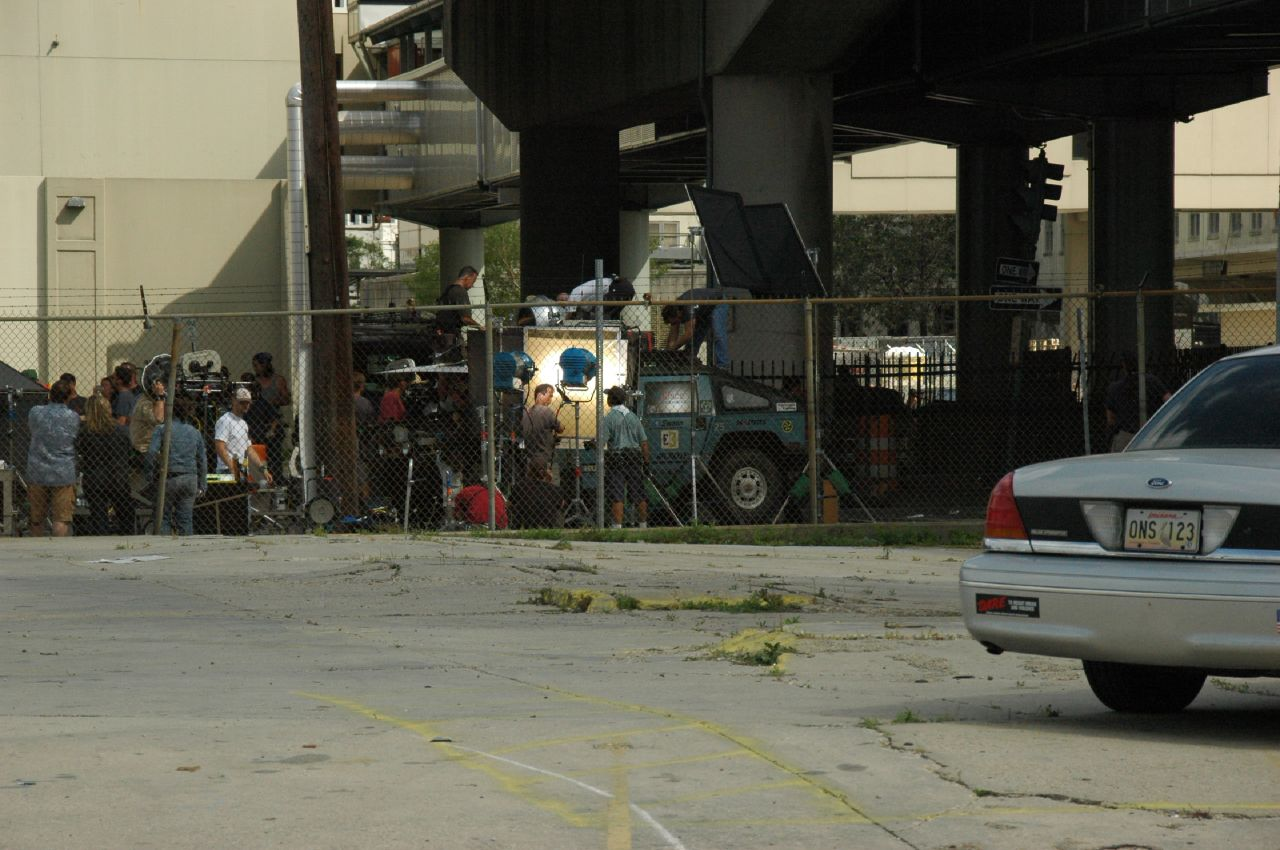
Tournage d'une scène du film.

Le jour de mardi gras à La Nouvelle-Orléans, le ferry Sen. Alvin T. Stumpf, transportant plusieurs centaines de marins de l'US Navy et leurs familles des docks d'Algiers (en) à une fête, explose et coule, tuant les 543 personnes à bord. L'agent Douglas « Doug » Carlin (Denzel Washington) de l'ATF est envoyé pour enquêter sur l'explosion.
Carlin découvre des preuves qu'il s'agit d'un attentat terroriste. Il va à la rencontre des officiers de police enquêtant sur l'affaire dont l'agent du FBI Paul Pryzwarra (Val Kilmer) et leur expose ses découvertes. De retour à son bureau, Carlin est informé de la découverte d'un corps calciné dans la rivière. Il s'agit de celui de Claire Kuchever (Paula Patton) et il a été retrouvé, à l'inverse d'autres corps, avant l'explosion. Le shérif chargé de l'affaire pense que quelqu'un voulait faire croire qu'elle faisait partie des victimes de l'explosion, mais que le corps est réapparu plus tôt que prévu. Carlin apprend également que son coéquipier, Larry Minuti (Matt Craven), a été vraisemblablement tué lors de l'explosion.
Pryzwarra, impressionné par les talents de détective de Carlin, le convainc de le rejoindre dans une unité gouvernementale nouvellement formée et chargée pour sa première enquête d'élucider les raisons de l'explosion. Avec une équipe emmenée par Jack McCready (Bruce Greenwood) et le docteur Alexander Denny (Adam Goldberg), ils étudient les événements ayant précédé l'explosion en utilisant un nouveau logiciel nommé Snow White (« Blanche-Neige ») qui permet de voir en détail le passé avec 4 jours, 6 heures, 3 minutes et 45 secondes de décalage. L'inconvénient de la machine est qu'elle ne permet de voir les événements qu'une seule fois et en temps réel. Convaincu que Claire est un élément crucial pour l'enquête, Carlin parvient à persuader l'équipe de suivre en particulier ses agissements. Grâce à Snow White, il découvre que le poseur de bombe veut lui acheter sa voiture pour la cacher dans le ferry. Même s'il ne l'achète finalement pas, cela permet à l'équipe de découvrir un endroit où le terroriste sera à une heure précise.
Au cours des recherches, Carlin découvre qu'en réalité, il peut interagir avec Snow White pour envoyer des signaux dans le passé. Il découvre qu'il peut même envoyer des objets. Denny explique à Carlin les dangers qu'il y a à influer sur le passé, mais ce dernier y envoie quand même une note sur son propre bureau pour se communiquer à lui-même le moment et le lieu auxquels il pourra stopper le terroriste. C'est toutefois son partenaire, Larry Minuti, qui trouve le message et va à l'endroit du rendez-vous. Il y reçoit une balle de pistolet à travers la portière de la voiture du terroriste. Celui-ci le traîne inconscient dans son véhicule et quitte la zone d'observation. Pour suivre le terroriste, Carlin n'a qu'une solution : utiliser une version mobile de Snow White fixée sur un casque qu'il emporte dans une voiture de l'armée. Celle-ci donne une vue du passé sur la zone l'entourant et Carlin doit se faufiler dans une circulation du présent relativement dense pour poursuivre le terroriste qui circule, lui, dans le passé sur une route dégagée. Après un accrochage, le système est endommagé et l'équipe doit le guider sans que Carlin ait de retour visuel. Carlin parvient à arriver devant les ruines d'un bâtiment embouti par une ambulance. L'équipe y voit le terroriste tuer Minuti. Sur les lieux, Carlin trouve un objet appartenant à Claire. La voiture du terroriste ayant été endommagée par le tir de pistolet de celui-ci, il a donc dû avoir besoin d'un nouveau véhicule. Il a alors volé la voiture de Claire et enlevé la jeune femme.
Grâce à un système de reconnaissance faciale, le poseur de bombe est identifié et est placé en détention. Il s'agit d'un homme désabusé nommé Carroll Oerstadt (James Caviezel) haïssant le gouvernement américain parce qu'on a refusé son admission chez les marines et dans l'armée pour cause d'instabilité psychologique. Le cas étant résolu, le gouvernement décide d'arrêter le projet Snow White.
Carlin passe une dernière fois à l'appartement de Claire et trouve sur son frigo des lettres aimantées formant les mots « U can save her » (« Tu peux la sauver »). L'agent refuse de classer l'affaire, car pour lui la finalité de Snow White est de permettre, en remontant dans le temps, de sauver les futures victimes de la catastrophe en même temps que Claire. Carlin parvient à convaincre Denny de tenter une dernière expérience non autorisée : le renvoyer dans le passé pour sauver les passagers du ferry. La procédure n'est pas sans risque car aucun test de ce genre n'a jamais été fait et Carlin risque sa vie en tentant l'expérience : son retour dans le passé provoquera de manière certaine un arrêt cardiaque  ; si personne ne le ranime, la mort s'ensuivra rapidement. Il se téléporte dans un hôpital, quatre jours dans le passé et, par chance, des médecins le prennent en charge dès son arrivée. Ceux-ci découvrent une inscription sur son torse : Revive me (« Ranimez-moi »). Remis de son voyage dans le temps à quelques heures du déclenchement de la bombe, Carlin vole des vêtements et une ambulance de l’hôpital pour rejoindre le lieu de la mort de Minuti, où Claire est sur le point d'être exécutée par Oerstadt. Il parvient à la sauver en entrant de force, au volant de l'ambulance, dans le bâtiment où elle est retenue mais Oerstadt tire sur Carlin, fait exploser les lieux puis s'enfuit avec la bombe.
Blessé à l'épaule, Carlin va se soigner chez Claire. Après avoir laissé le message sur le frigo de la jeune femme, il se retrouve menacé par celle-ci. Pour la convaincre de sa bonne foi, il lui propose de téléphoner à son collègue, qui confirme son identité sans se douter de ce qui se passe réellement. Après que Claire accepte finalement de l'aider, Carlin s'embarque à bord du ferry et tue Oerstadt avec l'aide de Claire (ce qui modifie la ligne temporelle). Mais il n'a pas le temps de désamorcer la bombe ; pour sauver les passagers, il précipite dans l'eau la voiture contenant la bombe avant que celle-ci n'explose. Claire s'en tire mais Carlin meurt dans l'explosion sous-marine qui épargne le ferry. Désespérée par la mort de Carlin, elle voit tout à coup le Carlin du présent venir la réconforter en commençant son enquête sur l'explosion. Alors qu'ils s'en vont en voiture, on entend la chanson Don't Worry Baby des Beach Boys à la radio, celle que l'on entendait juste avant l'explosion, au tout début du film.

## Fiche technique
- Titre original : Déjà vu
- Réalisation : Tony Scott
- Scénario : Bill Marsilii et Terry Rossio
- Directeur artistique : Drew Boughton
- Décors : Chris Seagers
- Costumes : Ellen Mirojnick
- Photographie : Paul Cameron
- Montage : Chris Lebenzon
- Musique : Harry Gregson-Williams
- Producteur : Jerry Bruckheimer
  - Producteurs délégués : Ted Elliott, Kimberly Jacobs-Toeg, Chad Oman, Terry Rossio, Stefan Sonnenfeld, Mike Stenson et Barry H. Waldman
  - Producteurs associés : Don Ferrarone et Pat Sandston
- Sociétés de production : Touchstone Pictures, Jerry Bruckheimer Films et Scott Free Productions
- Sociétés de distribution : Buena Vista Pictures Distribution
- Budget : 75 000 000 $[1]
- Pays de production :  États-Unis,  Royaume-Uni
- Langue originale : anglais
- Format : couleur (Technicolor) — 35 mm — 2.35:1 (Panavision) — son DTS / Dolby Digital / SDDS
- Genre : action, policier, science-fiction, thriller
- Durée : 126 minutes
- Dates de sortie[2] :
  -  États-Unis,  Canada : 22 novembre 2006[3]
  -  France : 13 décembre 2006[4]
  -  Royaume-Uni : 15 décembre 2006
- Classification :
  -  États-Unis : accord parental recommandé, film déconseillé aux moins de 13 ans (PG-13 - Parents Strongly Cautioned)[N 1]
  -  Royaume-Uni : les enfants de moins de 12 ans doivent être accompagnés d'un adulte (12A - Suitable for 12 years and over)
  -  France : tous publics[5]
  -  Canada : 13 ans et plus (13+ / 13 years and over)[6]

## Distribution
- Denzel Washington (VF : Emmanuel Jacomy / VQ : Jean-Luc Montminy) : Douglas « Doug » Carlin, agent de l'ATF
- Paula Patton (VF : Vanina Pradier / VQ : Isabelle Leyrolles) : Claire Kuchever
- Val Kilmer (VF : Philippe Vincent / VQ : Daniel Picard) : Paul Pryzwarra, agent du FBI
- Jim Caviezel (VF : Dominique Guillo / VQ : Louis-Philippe Dandenault) : Carroll Oerstadt
- Bruce Greenwood (VF : Bernard Lanneau / VQ : Jacques Lavallée) : Jack McCready, agent du FBI
- Elle Fanning (VF : Manon Corneille / VQ : Ludivine Reding) : Janice (Abbey en VO)
- Matt Craven (VF : Stéphane Godin / VQ : Alain Zouvi) : Larry Minuti, agent de l'ATF
- Elden Henson (VF : Vincent Ropion / VQ : Tristan Harvey) : Gunnars
- Erika Alexander (VF : Marie-Christine Darah / VQ : Élise Bertrand) : Shanti
- Rich Hutchman (VF : Cyrille Artaux / VQ : Jean-François Beaupré) : agent Stalhuth
- Donna W. Scott (VF : Olivia Luccioni / VQ : Hélène Mondoux) : Beth
- Enrique Castillo (VF : Bernard Métraux / VQ : Denis Michaud) : M. Kuchever, le père de Claire
- Bart Hansard (VF et VQ : Manuel Tadros) : Ed Elkins
- Mark Phinney (VF : Michel Mella / VQ : Thiéry Dubé) : Kevin Donnelly, agent de l'ATF
- Adam Goldberg (VF : Alexis Victor / VQ : Gilbert Lachance) : Dr Alexander Denny
- Brian Howe (VQ : Sylvain Hétu) : le médecin légiste
- Shondrella Avery : Kathy, la secrétaire
- John McConnell (VQ : Benoît Rousseau) : shérif Reed
- Dane Rhodes (VQ : Alain Sauvage) : le capitaine du ferry
- Ann Turkel : une technicienne

## Production

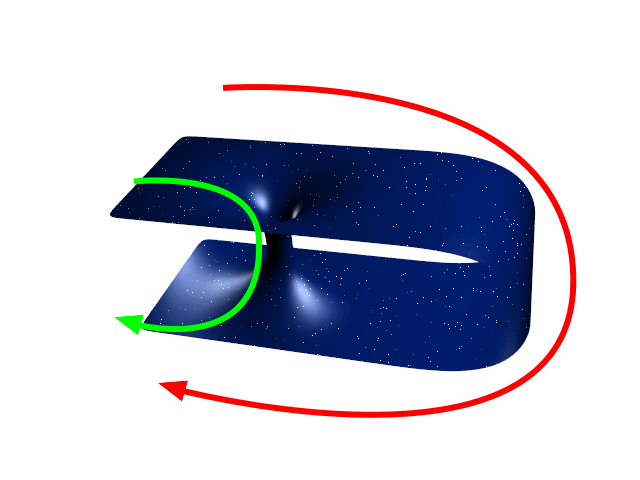
Représentation topologique de l'idée de Brian Greene utilisée dans le film pour expliquer le trou de ver.

### Genèse et développement
L'idée de faire un thriller autour du voyage dans le temps est développée par les scénaristes Bill Marsilii (en) et Terry Rossio, qui communiquent ensemble par mails. Le projet va cependant mettre du temps à avancer, en raison de projets annexes (Terry Rossio coécrit notamment Pirates des Caraïbes : La Malédiction du Black Pearl qui sort en 2003). Ce n'est qu'en 2006 qu'ils parviennent à achever le scénario. Le physicien Brian Greene, spécialiste de la théorie des cordes, est engagé comme consultant scientifique pour peaufiner le script. Ils présentent ensuite leur travail au producteur Jerry Bruckheimer, qui cherchait alors une nouvelle idée pour retravailler avec Tony Scott, après Top Gun, Le Flic de Beverly Hills 2, Jours de tonnerre, USS Alabama et Ennemi d'État.

« Le concept était original, le suspense réel, et l'histoire d'amour résolument différente de ce qu'on a déjà pu voir au cinéma. Quarante-huit heures après avoir reçu le scénario, nous l'achetions. (...) Nous sentions l'immense potentiel dramatique que comportait le scénario de Déjà vu avec tout ce qu'il apportait autour de l'histoire d'amour. L'idée de pouvoir ramener à la vie une personne qu'on aime est un magnifique concept. Le scénario est riche en rebondissements, divertissant, et plein de romance. De plus, en amenant Tony Scott sur le projet, nous étions sûr que ce film serait rempli de scènes d'actions exaltantes. (...) Nous avions tous les deux le même objectif pour ce film : vous emmener pendant deux heures pour que vous oubliiez tout et que vous vous perdiez dans la magie du spectacle. Quand les lumières de la salle s'éteignent, vous êtes immergé dans un autre monde, le monde de Déjà vu. »

— Jerry Bruckheimer
Le développement du film a été profondément chamboulé par les ravages de l'ouragan Katrina en 2005 à La Nouvelle-Orléans, où le tournage devait avoir lieu en janvier 2006. Tony Scott quitte alors le projet, ce qui engendre le départ de Denzel Washington. Finalement, le Bureau du film et de la télévision de Louisiane donne aux producteurs l'assurance qu'ils bénéficieront de bonnes conditions de tournage. Une partie de l'équipe du film a par ailleurs été engagée sur place afin de relancer l'économie locale. Le personnage de Carroll Oerstadt, quant à lui, est en partie inspiré par Timothy McVeigh, auteur de l'attentat d'Oklahoma City en 1995.

### Attribution des rôles
Denzel Washington avait déjà tourné sous la direction de Tony Scott pour USS Alabama (1995) et Man on Fire (2004). Ils se retrouveront pour L'Attaque du métro 123 (2009) et Unstoppable (2010), dernier film du réalisateur décédé en 2012. Val Kilmer et Tony Scott avaient quant à eux collaboré sur Top Gun (1986) et True Romance (1993).

### Tournage

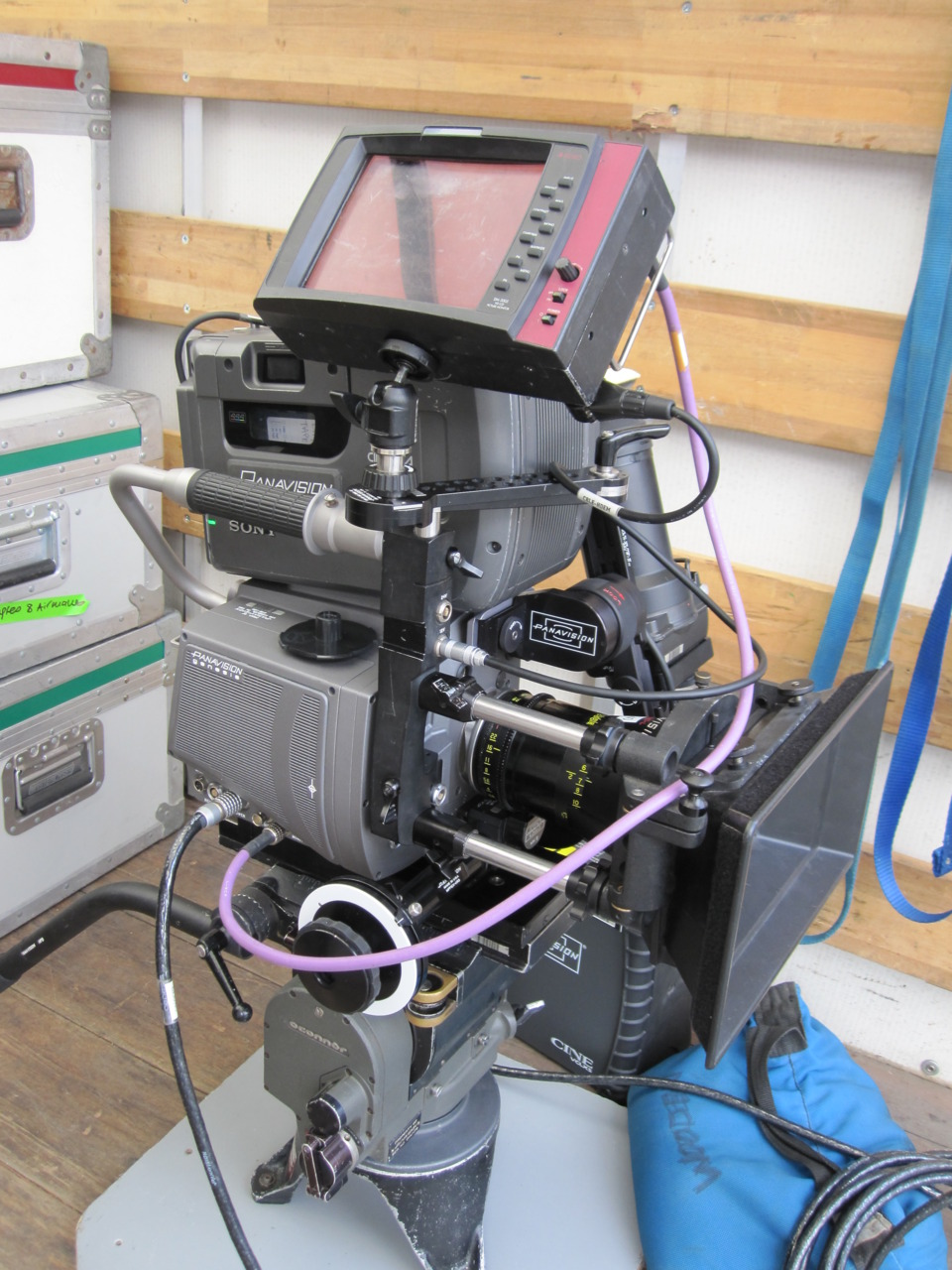
Une caméra Genesis.

Le tournage a eu lieu à La Nouvelle-Orléans et à Morgan City en Louisiane, à Los Angeles et Pasadena et aux Universal Studios d'Universal City en Californie.
Des caméras numériques haute définition dernier cri ont été utilisées pour le tournage. Ainsi, la caméra Genesis (en) de Panavision a permis de filmer avec des éclairages très faibles sans altérer la qualité de l'image. La Tim Track de Digital Air a servi quant à elle à donner l'impression d'un mouvement figé dans le temps. Une caméra Lidar a permis de scanner les structures, comme l'appartement de Claire. Tony Scott explique :

« Pour moi, ces caméras ont été autant d'outils au service de l'enquête qu'est le film. Tous les styles d'images de Déjà vu s'unissent pour rendre plus convaincant encore le mélange d'histoire d'amour, d'enquête criminelle et de voyage dans le temps. »

## Musique
- When the Saints Go Marching In, interprété par le groupe régional du sud-ouest de l'United States Navy.
- Amazing Grace, interprété par Charmaine Neville.
- Don't Worry Baby, interprété par The Beach Boys.
- Melt Away, interprété par Love of Life Orchestra feat. Alex Forbes.
- Holy Spirit, Come Fill This Place.

Trois des chansons utilisées dans le film contiennent des éléments de soul et de gospel. La chanson Don't Worry Baby des Beach Boys sert d'aide au téléspectateur pour replacer les événements du film dans le temps en tentant de provoquer chez lui le phénomène de déjà vu servant de toile de fond au film. Le compositeur Harry Gregson-Williams a supervisé la musique du film et des artistes comme Charmaine Neville et Macy Gray ont joué des morceaux spécialement pour celui-ci.

### Bande originale
Albums de Harry Gregson-Williams
Kingdom of Heaven
(2005) Souris City
(2006)
La musique du film est composée par Harry Gregson-Williams, qui signe ici sa 5e collaboration avec Tony Scott.
Liste des titres
1. Algiers Ferry (3:05)
2. The Aftermath (4:29)
3. Dazzle Me (2:24)
4. Claire's Apartment (4:11)
5. Better Have Some KY (5:36)
6. You Can Save Her (9:02)
7. Humvee Chase (6:02)
8. Tell Me the Truth (3:07)
9. The Hideout (4:20)
10. Claire's Rescue (4:19)
11. Coming Back to You, interprété par Macy Gray (3:21)
12. Humvee Chaserists (The Sonic Terrorists Remix) (3:29)

## Accueil

### Accueil critique
Lors de l'examen agrégateur Rotten Tomatoes, Déjà Vu a un taux d'approbation de 55 % basé sur 160 commentaires et une note moyenne de 5,92⁄10. Le consensus critique du site se lit comme suit: « Tony Scott tente de combiner l'action, la science-fiction, la romance et les explosions dans un seul film, mais l'idée d'un voyage dans le temps est peut-être trop absurde et l'action s'efface sous le contrôle minutieux ». Sur Metacritic, le film a un score de 59⁄100 basé sur 32 revues, indiquant « critiques mitigées ou moyennes ».
En France, le film obtient une note moyenne de 2,8⁄5 sur le site Allociné, qui recense 23 titres de presse.

### Box-office
| Pays ou région    | Box-office      | Date d'arrêt du box-office | Nombre de semaines |
| ----------------- | --------------- | -------------------------- | ------------------ |
| États-Unis Canada | 64 038 616 $    | 1er mars 2007              | 14                 |
| France            | 739 510 entrées |                            |                    |
| Total mondial     | 180 557 550 $   | -                          | -                  |

## Distinctions

### Récompense2007
- Nielsen / EDI Gold Reel Awards : International Gold Reel Award

### Nominations2007
- Academy of Science Fiction, Fantasy & Horror Films - Saturn Awards : meilleur film de science-fiction pour Tony Scott
- Black Reel Awards : meilleure révélation pour Paula Patton
- Gran Premio Internazionale del Doppiaggio : meilleur acteur de doublage voix pour Francesco Pannofino (pour le doublage de Denzel Washington)
- Taurus World Stunt Awards :
  - Meilleure cascade avec du feu pour Jeffrey G. Barnett, Monty Cox, Max Daniels, Sean Graham, Chuck Picerni Jr., Steve Picerni, Robert Powell et Scott Wilder (dans la scène où « un ferry-boat explose, envoyant plusieurs marins voler dans l'eau alors qu'ils sont en feu. »)
  - Meilleure cascade avec un véhicule pour John Cenatiempo, Gilbert B. Combs, Kenny Endoso, Corey Michael Eubanks, Henry Kingi, Billy D. Lucas, Jalil Jay Lynch, Chuck Picerni Jr., Charlie Picerni et Steve Picerni (dans la scène où « un hummer poursuit une voiture sur un pont. Il percute plusieurs véhicules et fait voler des voitures sur son passage étroit. »)
- World Soundtrack Awards : compositeur de la bande originale de l'année pour Harry Gregson-Williams

## Éditions en vidéo
- En France, le film Déjà vu est sorti en DVD et Blu-ray le 13 juin 2007[21],[22]. Par la suite, il est sorti en VOD le 1er février 2016[23].
- Au Québec, le film est sorti en DVD / Blu-ray le 24 avril 2007[24].